# Hoplochaetina robusta
Hoplochaetina robusta är en ringmaskart som beskrevs av Lee 1952. Hoplochaetina robusta ingår i släktet Hoplochaetina och familjen Acanthodrilidae. Inga underarter finns listade i Catalogue of Life.